# Cereus albicaulis
Cereus albicaulis är en kaktusväxtart som först beskrevs av Nathaniel Lord Britton och Joseph Nelson Rose, och fick sitt nu gällande namn av Leutzelb. Cereus albicaulis ingår i släktet Cereus och familjen kaktusväxter. Inga underarter finns listade i Catalogue of Life.